# Джоконда (опера)
«Джоко́нда» (итал. La Gioconda) — опера Амилькаре Понкьелли в четырёх действиях на либретто, написанное Арриго Бойто под псевдонимом Tobia Gorrio. В основу оперы лёг сюжет пьесы «Анджело, тиран Падуанский» (1835) Виктора Гюго. Премьера состоялась 8 апреля 1876 года в миланском театре Ла Скала.

## История создания
Опера имела исключительный успех в Италии, а спустя некоторое время — в США. В России опера была впервые представлена труппой итальянского гастролирующего театра в Петербурге 18 января 1883 года и также имела успех. Американская премьера состоялась 20 декабря 1883 года в нью-йоркском театре Метрополитен-опера. Премьерные спектакли на русской сцене были осуществлены в Казани (1 декабря 1885 года, антреприза П. М. Медведева), в Петербурге (18 января 1888 года, Мариинский театр) и Москве (13 февраля 1907 года, Большой театр). В СССР была поставлена 7 июня 1956 года в Ленинграде, на сцене Малого оперного театра. Другие оперы Понкьелли хоть и были популярны, всё же не достигли подобного успеха. Впоследствии композитор занял место профессора Миланской консерватории. В числе его учеников были Джакомо Пуччини и Пьетро Масканьи.

## Роли
| Роль                                                        | Голос         | Исполнитель на премьере 8 апреля 1876 года Дирижёр: Франко Фаччо |
| ----------------------------------------------------------- | ------------- | ---------------------------------------------------------------- |
| Джоконда, певица                                            | сопрано       | Маддалена Мариани Мази                                           |
| Слепая, мать Джоконды                                       | контральто    | Эуфемия Барлани Дини                                             |
| Герцог Альвизе Бадоэро, член Верховного совета (инквизиции) | бас           | Ормондо Маини                                                    |
| Лаура Адорно, его жена                                      | меццо-сопрано | Мариетта Бьянколини Родригес                                     |
| Энцо Гримальдо, генуэзский патриций                         | тенор         | Хулиан Гайярре                                                   |
| Барнаба, уличный певец, доносчик инквизиции                 | баритон       | Готтардо Альдигьери                                              |
| Зуане, гондольер                                            | бас           | Джованни Баттиста Корнаго                                        |
| Изепо, писец                                                | тенор         | Амедео Грацци                                                    |
| Хор: рабочие, сенаторы, священники, дворяне, матросы, дети  |               |                                                                  |

## Сюжет
Время: XVII век
Место: Венеция, столица Венецианской республики

### Акт 1
Площадь Сан-Марко в Венеции. Народ в предвкушении праздничной регаты. Барнаба признаётся в любви Джоконде. Получив отказ, он натравливает толпу на слепую мать Джоконды, обвинив её в ведовстве. Женщину спасает от толпы Лаура, жена инквизитора. Мать Джоконды дарит ей на память чётки. Народ удаляется в собор Святого Марка. Барнаба знает, что Энцо был раньше обручён с Лаурой, и обещает привести её к нему ночью. Оставшись один, Барнаба вслух диктует писцу донос инквизитору на его жену Лауру. Подслушавшая их и влюблённая в Энцо Джоконда очень разочарована.

### Акт 2
Бригантина «Геката», принадлежащая Энцо. Переодевшийся провокатор Барнаба шпионит за экипажем корабля. Энцо с нетерпением ждёт Лауру, которая наконец убегает к нему от мужа. Джоконда решает заколоть кинжалом соперницу, но узнав в ней спасительницу своей матери, предупреждает Лауру о грозящей ей опасности. Лаура попадает в руки своего мужа. Оставшись с Энцо, Джоконда заявляет ему, что Лаура не любит его и поэтому вернулась к мужу. Энцо сжигает свой корабль, прыгает в воду и уплывает. Команда сгоревшего корабля вместе с Джокондой остаются на острове Джудекка.

### Акт 3
Дом герцога Бадоэро. Герцог планирует убийство изменившей ему жены Лауры. Он настаивает, чтоб она приняла яд, но Джоконда подменяет сосуд с ядом флаконом с сильнодействующим снотворным. Лаура принимает снадобье, и возвратившийся муж решает, что жена отравилась. Звучит погребальный набат. Герцог публично объявляет об отравлении жены, и Энцо, охваченный отчаянием, набрасывается на него, из-за чего попадает в лапы инквизиции. Безутешная Джоконда предлагает Барнабе освободить Энцо. Тот соглашается, но требует, чтобы Джоконда дала слово, что будет принадлежать ему, если Энцо выйдет на волю.

### Акт 4
Остров Джудекка. В обмен на освобождение Энцо из тюрьмы Джоконда согласилась отдаться Барнабе. Друзья вносят бездыханное тело Лауры. Джоконда делится с ними своими тревогами о судьбе пропавшей слепой матери и, оставшись одна, начинает размышлять о самоубийстве. Входит Энцо, разгневанный на Джоконду за похищение тела Лауры. Джоконда оправдывается, а Лаура внезапно подаёт признаки жизни, приходит в чувство и говорит Энцо, что её спасла именно Джоконда. Влюблённые Энцо и Лаура покидают Джоконду. За сценой слышны голоса гондольеров, сообщающих друг другу новость, что в канале найдено чьё-то утопленное тело. Джоконде не удаётся убежать, она схвачена Барнабой, который требует обещанную плату за спасение Энцо. Джоконда соглашается, но убивает себя кинжалом на его глазах. В ярости Барнаба кричит, что прошлой ночью мать Джоконды жестоко оскорбила его и он утопил её.

## Музыка
«Джоконда» является ярким примером Большой оперы. Стилистически в ней видны преемственность от Джакомо Мейербера, а также влияние произведений Джузеппе Верди и направления веризма. В то же время благодаря песням и танцам, масштабным хорам, впечатляющим массовым сценам и страстным сольным выступлениям она также несёт в себе признаки традиционных народных опер. Помимо «Аиды» Верди, это единственная итальянская grand opera, удержавшаяся в международном репертуаре.

## В астрономии
- Астероид (467) Лаура, открытый в 1901 году немецким астрономом Максом Вольфом в обсерватории Хайдельберг, назван в честь героини оперы «Джоконда» — Лауры Адорно.

## В кинематографе
- В 1986 году вышел австрийский фильм-опера «Джоконда» продолжительностью 2 ч 48 мин, созданный на основе спектакля Венской государственной оперы режиссёром Гуго Кехом с участием известного испанского певца Пласидо Доминго (Энцо), венгерской певицы Евы Мартон (Джоконда), советской и украинской певицы, солистки Большого театра Людмилы Шемчук (Лаура) и др.[6][7]

- В классический полнометражный музыкальный мультфильм «Фантазия» (1940) компании Уолта Диснея в качестве одного из девяти номеров «мультконцерта» вошёл «Танец часов» из «Джоконды» Амилькаре Понкьелли.